# 4948 Hideonishimura
4948 Hideonishimura (tên chỉ định: 1988 VF1) là một tiểu hành tinh vành đai chính. Nó được phát hiện bởi Watari Kakei, Minoru Kizawa, và Takeshi Urata ở Đài thiên văn Nihondaira gần Shimizu, Suntō District, Shizuoka Prefecture, Nhật Bản ngày 3 tháng 11 năm 1988. Nó được đặt tên cho Hideo Nishimura, nhà thiên văn người Nhật.